# 姚鈞豪
姚鈞豪（英語：Herman Yiu Kwan-ho，1997年11月—），前大埔民主聯盟成員，曾任香港大埔區議會宏福選區議員。
2019年11月24日，姚鈞豪首次參與區議會選舉，在宏福選區以4,266票，擊敗得3,254票的民建聯胡健民，成功當選。
2020年3月8日晚上，有市民於大埔超級城悼念周梓樂，期間一名便衣警員被識破，連桷璋、姚鈞豪及文念志等5人尾隨拍攝，警方事後檢控5人非法集結罪。到2021年8月31日，主任裁判官蘇文隆指，區議員並無權力監察警員，否則警員無需便裝出行。更指他追問警員身份是纏擾和火上澆油。最後被裁定非法集結罪成，判囚3個月，到同年10月30日刑滿出獄。
2021年12月30日，姚鈞豪在臉書大埔群組發布帖子，表示2019年當選的17位民選議員共識了四年會期將先由具議會經驗的關永業和劉勇威擔任正副主席二年，之後再選。姚表示還有一日就是任期屆滿，卻找不到劉勇威商討他辭任副主席之事。該帖引發網民激烈討論。有諷刺劉勇威，也有認為面對政治肅清民主派不應再分裂，應有更重要的事情，一些早前在DQ潮自己辭職的前任區議員也加入“尋人”。更有網民認為姚鈞豪這樣發帖等於公審毀壞名聲不合理。毛家俊區議員也留言表示他在劉的辦事處有見到劉，並認為不應該將內部事情公開。31日晚，劉勇威發帖再見2021, 表示是最後一次用區議會副主席身份分享。之後有網民問，公審人的人士是否已道歉。
2022年6月1日，他被安排補回宣誓後，同日被當局指控他宣誓存疑。到6月6日，被裁定宣誓無效即時喪失區議員資格。據指姚鈞豪在2020年1月到台灣觀看大選時，曾展示「光復香港 時代革命」的標語。